# Municipio de Texcalyacac
El municipio de Texcalyacac es uno de los 125 municipios del Estado de México, México y uno de los doce que forman la Región Toluca. Su cabecera es la localidad de San Mateo Texcalyacac. Se trata de una comunidad mayormente semirrural que tiene una superficie de 24,805 km². Limita al norte con Rayón y Almoloya del Río, al sur con Joquicingo, al este con Almoloya del Río y Tianguistenco y al oeste con Joquicingo, Tenango del Valle y Rayón. Según el censo del 2010 tiene una población total de 5111 habitantes. Texcalyacac se compone de texcalli; pedregal, yacatl; nariz o punta y la c que significa en; es decir, "en la punta del pedregal".Se ubica al sur del estado en la transición entre el Valle del Ajusco y la Zona Metropolitana de Cuernavaca.  

## Presidentes municipales
1994-1997 Mateo Gómez   
1997-2000 Lorenzo Orihuela Flores   
2000-2003 Luis Rojas Alonso   
2003-2006 María Teresa Trujillo Díaz   
2006-2009 Efrain Ramírez Valle  
2009-2012 Erasmo Alonso Flores  
2012-2015 Teresa Izquierdo Ramírez  
2015-2018 Dagoberto Valdin Olivares  
2018-2024 Xochitl Maribel Ramírez Bermejo  